# 阿史德温傅
阿史德温傅（？—681年），阿史德氏，唐高宗末年突厥反唐首领。
唐太宗灭东突厥之后，东突厥部族在唐朝的管理下。唐高宗设置单于大都护府管理东突厥部族。调露元年（679年）十月，他联合阿史德奉职率领单于大都护府辖内突厥部众反唐，拥立阿史那泥熟匐为可汗，二十四州突厥部众响应，达数十万人。击败唐将萧嗣业。永隆元年（680年）三月，被唐军在黑山（今内蒙古包头市西北）击败，阿史那泥熟匐被杀。阿史德温傅于是拥立颉利可汗从兄之子阿史那伏念为可汗，再次和唐朝对抗。永隆二年（681年），被唐朝大将裴行俭追击，阿史那伏念中计，绑着阿史德温傅投降，九月，押到长安，阿史德温傅、阿史那伏念等五十四人全被处斩。